# Vicenta María López y Vicuña
Vicenta María López y Vicuña (Cascante, 22 marzo 1847 – Madrid, 26 dicembre 1890) è stata una religiosa spagnola, fondatrice della congregazione delle Religiose di Maria Immacolata.

## Biografia
Figlia unica di José María López e María Nicolasa Vicuña, all'età di dieci anni i genitori la inviarono a Madrid presso due zii materni, Manuel María Vicuña e María Eulalia Vicuña de Riega, attivi nelle opere caritatevoli. Lì Vicenta María ricevette una completa educazione umana e religiosa.
Affiancando la zia María Eulalia, impegnata in un'opera per l'accoglienza e la formazione delle ragazze che arrivavano in città alla ricerca di un posto di lavoro come domestiche presso le famiglie benestanti, Vicenta María concepì il progetto di dare inizio a un istituto religioso per la protezione di queste giovani.
L'11 giugno 1876, insieme con altre due compagne, ricevette l'abito religioso dalle mani del cardinale Ciriaco María Sancha y Hervás, fondando la congregazione delle Religiose di Maria Immacolata. Dopo Madrid, la fondatrice impiantò il suo istituto a Saragozza, Siviglia, Barcellona e Burgos.
Morì quarantatreenne il 26 dicembre 1890.

## Culto
Beatificata da papa Pio XII nel 1950, è stata proclamata santa nel 1975 da papa Paolo VI.
Il suo elogio si legge nel martirologio romano al 26 dicembre.